# Między Niemcami a Rosją

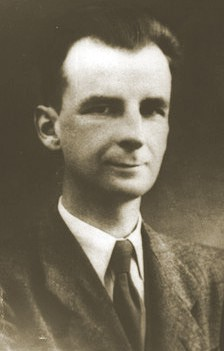
Autor - Adolf Bocheński. Konserwatywny pisarz i publicysta polityczny

Między Niemcami a Rosją – napisana przez Adolfa Bocheńskiego w 1937 r. książka dotycząca realizmu politycznego i myślenia strategicznego o stosunkach międzynarodowych, ukazująca położenie geopolityczne Polski w przededniu II wojny światowej i analizująca wszystkie możliwe wówczas scenariusze polskiej polityki zagranicznej.